# Florian Biesik
Florian Biesik (*1849 – †1926) byl nejvýznamnějším básníkem píšícím ve vilamovštině, západogermanském jazyku vyvinutým na základě středověké němčiny. Jeho nejdůležitějším dílem bylo Of jer wełt („Na onom světě“), napsané po vzoru Dantovy Božské komedie.
Žil v Terstu (který v té době patřil Rakousku-Uhersku), pocházel ale z Wilamowic poblíž Bílska-Bělé (tehdy Haličsko-vladimirské království v rámci Rakouska). Nikdy nezapomněl vilamovštinu, v níž také psal, přestože v běžném životě používal spíše němčinu a italštinu. Jeho básně a osobní korespondence tvoří základ kultury vilamovského etnika. Ve svých básních používal vlastní pravopis vilamovštiny – jelikož oficiální do té doby neexistoval – založený na polském, protože zastával názor, že německý pravopis nepostačuje pro zachycení zvukových kvalit vilamovštiny. Floriana Biesika je možno označit za zakladatele spisovné vilamovštiny.